# Sommer-Universiade 1959/Wasserball
Bei der Sommer-Universiade 1959 wurde vom 28. August bis zum 1. September 1959 im italienischen Turin ein Wettbewerb im Wasserball ausgetragen.

## Spielplan

### Vorrunde

#### Gruppe A
| Pl. | Land        | Sp. | S | U | N | Tore    | Diff. | Punkte |
| --- | ----------- | --- | - | - | - | ------- | ----- | ------ |
| 1.  | Ungarn      | 3   | 2 | 1 | 0 | 031:500 | +26   | 05:10  |
| 2.  | Italien     | 3   | 2 | 1 | 0 | 029:500 | +24   | 05:10  |
| 3.  | Niederlande | 3   | 1 | 0 | 2 | 022:130 | +9    | 02:40  |
| 4.  | Irland      | 3   | 0 | 0 | 3 | 000:590 | −59   | 0:60   |

| Datum         | Team 1      |   | Team 2      | Resultat    |
| ------------- | ----------- | - | ----------- | ----------- |
| 28. Aug. 1959 | Ungarn      | – | Niederlande | 6:3         |
| 28. Aug. 1959 | Italien     | – | Irland      | 20:0        |
| 29. Aug. 1959 | Ungarn      | – | Irland      | 23:0 (12:0) |
| 29. Aug. 1959 | Italien     | – | Niederlande | 7:3         |
| 30. Aug. 1959 | Niederlande | – | Irland      | 16:0 (7:0)  |
| 30. Aug. 1959 | Ungarn      | – | Italien     | 2:2 (2:1)   |

#### Gruppe B
| Pl. | Land              | Sp. | S | U | N | Tore    | Diff. | Punkte |
| --- | ----------------- | --- | - | - | - | ------- | ----- | ------ |
| 1.  | Jugoslawien       | 2   | 2 | 0 | 0 | 006:100 | +5    | 04:0   |
| 2.  | BR Deutschland    | 2   | 1 | 0 | 1 | 006:900 | −3    | 02:20  |
| 3.  | Rumänien          | 2   | 0 | 0 | 2 | 003:500 | −2    | 0:40   |
| 4.  | Spanien (Rückzug) | 0   | 0 | 0 | 0 | 000:000 | ±0    | 0:0    |

| Datum         | Team 1         |   | Team 2         | Resultat |
| ------------- | -------------- | - | -------------- | -------- |
| 28. Aug. 1959 | BR Deutschland | – | Rumänien       | 5:3      |
| 29. Aug. 1959 | Jugoslawien    | – | Rumänien       | Sieg YUG |
| 30. Aug. 1959 | Jugoslawien    | – | BR Deutschland | 6:1      |

### Hauptrunde

#### Finalrunde
| Pl. | Land           | Sp. | S | U | N | Tore    | Diff. | Punkte |
| --- | -------------- | --- | - | - | - | ------- | ----- | ------ |
| 1.  | Jugoslawien    | 3   | 3 | 0 | 0 | 015:500 | +10   | 06:0   |
| 2.  | Ungarn         | 3   | 1 | 1 | 1 | 010:800 | +2    | 03:30  |
| 3.  | Italien        | 3   | 1 | 1 | 1 | 008:900 | −1    | 03:30  |
| 4.  | BR Deutschland | 3   | 0 | 0 | 3 | 005:160 | −11   | 0:60   |

| Datum         | Team 1      |   | Team 2         | Resultat  |
| ------------- | ----------- | - | -------------- | --------- |
| 31. Aug. 1959 | Ungarn      | – | BR Deutschland | 7:2 (4:2) |
| 31. Aug. 1959 | Jugoslawien | – | Italien        | 5:3 (5:3) |
| 1. Sep. 1959  | Italien     | – | BR Deutschland | 3:2 (2:2) |
| 1. Sep. 1959  | Jugoslawien | – | Ungarn         | 4:1 (3:0) |

#### Trostrunde
| Pl. | Land              | Sp. | S | U | N | Tore    | Diff. | Punkte |
| --- | ----------------- | --- | - | - | - | ------- | ----- | ------ |
| 5.  | Niederlande       | 2   | 2 | 0 | 0 | 022:400 | +18   | 04:0   |
| 6.  | Rumänien          | 2   | 1 | 0 | 1 | 004:600 | −2    | 02:20  |
| 7.  | Irland            | 2   | 0 | 0 | 2 | 000:160 | −16   | 0:40   |
| 8.  | Spanien (Rückzug) | 0   | 0 | 0 | 0 | 000:000 | ±0    | 0:0    |

| Datum         | Team 1      |   | Team 2   | Resultat  |
| ------------- | ----------- | - | -------- | --------- |
| 31. Aug. 1959 | Niederlande | – | Rumänien | 6:4 (4:2) |
| 1. Sep. 1959  | Rumänien    | – | Irland   | kampflos  |

## Mannschaftskader
| Jugoslawien | Ungarn | Italien | BR Deutschland                                                     |
| --- | --- | --- | ------------------------------------------------------------------ |
| - Milan Muškatirović - Ivo Cipci - Zlatko Šimenc - Gojko Arneri - Zdravko Ježić - Božidar Stanišić - Toni Nardelli                             | - László Felkai - Lajos Garán - András Katona - György Kádár - Attila Kiss - János Konrád II - Sándor Konrád I - György Lepies - Marcell Lukács - Tamás Rázga - György Ringelhahn | - Dante Rossi - Paolo Pucci - Giuseppe D’Altrui - Salvatore Gionta - Fritz Dennerlein - Guerrini - Tentori | - Riekert - Strasser - Knoblauch - Seitz - Schwabe - Nafy - Felkai |
| Niederlande | Rumänien | Irland | Spanien                                                            |
| - H. Vis - P. ten Thije - J. van der Zwan - W. Mosterd - G. Beekman - H. Alberts - Fred van der Zwan - G. Martel - Frits Ruimschotel (Trainer) | - Muresan - Szabo - Danciu - Chirvasuta - Grintescu - Doleanu - Kroner | | Rückzug                                                            |